# 衛阿貴
衛阿貴（或衛朝貴，1750年—1821年），本名直雷．朝貴或作阿貴，是一位出身淡水廳竹塹社的田地開墾領導者。他是竹東及其周遭地區的早期開發領導人之一。

## 生平
1750年（乾隆十五年），阿貴出生於淡水廳竹塹社；他是當地頭目敖控吻直電（麻撈嘮吻．直雷）與潘姓族人的次子。
1791年（乾隆五十六年），大將軍福康安奏賜漢姓，阿貴於是以「衛」為姓；當時，部落族人稱他作「衛什班」。
後來，因竹塹社領域遭漢人進入開墾且分布廣闊，衛阿貴於是率領族人進入新埔、大旱坑、老焿寮、坪林、下南片、下橫坑、石崗仔、大茅埔、三洽水等地；在這些地方，眾族人開墾耕地並開鑿水圳，後得豐盛收穫。於是，衛阿貴又與眾族人前往咸菜甕地區拓墾。
1821年（道光元年），衛阿貴病逝；此後，他的五個兒子繼承父業，並訂墾號為「衛壽宗」，繼續開墾當地。

## 家庭
衛阿貴育有衛福星、衛金星、衛平星、衛賜星、衛祖星等五個兒子。

## 外部連結
- 新竹關西地區文書| 中央研究院臺灣史研究所檔案館- 臺灣歷史檔案資源網 （页面存档备份，存于）
- 客家風土誌 - 國家圖書館數位影音服務系統 （页面存档备份，存于）

### 延伸閱讀
- 時間裡的空間格局文化的代言人—新竹縣   溪北五鄉鎮市舊地名之研究 （页面存档备份，存于）